# Język pitjantjatjara
Język pitjantjatjara – język aborygeński używany przez lud Anangu w środkowej Australii, w okolicach Uluru (Ayers Rock). Blisko spokrewniony z językiem yankunytjatjara. Niekiedy oba warianty uważane są za dialekty tego samego języka. Około 80% użytkowników tego języka nie zna angielskiego, lecz 50–70% potrafi posługiwać się na piśmie swoim językiem.

## Ortografia
Język pitjantjatjara zapisywany jest alfabetem łacińskim, wykorzystuje następujące litery i kombinacje liter:
- Spółgłoski zwarte: p tj t ṯ k
- Spółgłoski nosowe: m ny n ṉ ng
- Spółgłoski boczne typu „l”: ly l ḻ
- Inne spółgłoski: w y r ṟ

Pitjantjatjara posiada zaledwie trzy samogłoski:
- a, i, u (dźwięki „e” i „o” są jedynie allofonami.)

Samogłoski długie zaznaczane są przez podwojenie litery:
- aa ii uu

W przeszłości wzdłużenie samogłosek zaznaczano dwukropkiem:
- a: i: u: